# Martin Chemnitz (1561–1627)
Martin Chemnitz o Velho (Brunsvique, 15 de outubro de 1561 — Schleswig, 26 de agosto de 1627) foi um acadêmico jurídico e oficial da corte alemão ao serviço dos duques da Pomerânia e de   Schleswig-Holstein-Gottorp.

## Vida
O segundo filho do teólogo luterano Martin Chemnitz e Anna Jäger, foi ensinado por professores particulares, incluindo Heinrich Meibom, o Velho, e na escola da cidade de Brunsvique. Estudou a partir de 1578 na Universidade de Leipzig, onde em 1580 recebeu o doutorado (Magister). Ele então se mudou para a Universidade de Helmstedt e depois para a Universidade Viadrina, em Frankfurt an der Oder, onde obteve o grau de doutor em direito em 1588. Em seguida, foi para Rostock para se dedicar à prática jurídica.
O duque da Pomerânia Bogislau XIII o nomeou para a tutela do duque Filipe Júlio da Pomerânia-Wolgast. Em 1601 foi nomeado professor catedrático de direito na Universidade de Rostock e foi eleito reitor da universidade no final do ano.[carece de fontes?]
Bogislau XIII o nomeou em 1603 como conselheiro privado e chanceler do governo da Pomerânia-Estetino. O sucessor de Bogislau, Filipe II, o confirmou em seus cargos em 1606 e o enviou para a Dieta Imperial em Ratisbona em 1613 . Após a morte de Filipe II em 1618, Chemnitz aceitou um convite para a corte do Frederico III,  duque de Schleswig-Holstein-Gottorp, em Schleswig, onde foi chanceler de 1619 até o fim de sua vida.